# Zagrebački plivački klub
Zagrebački plivački klub je plivački klub iz Zagreba. Posljednjih 10 godina u samom je vrhu Hrvatskog plivanja. Školu plivanja ZPK, koja stvorila brojne hrvatske plivačke reprentativce, danas pohađa čak 250 mladih plivača. Plivači ZPK službeno treniraju na unutarnjem olimpijskom bazenu Utrine. Sjajne rezultate plivači ZPK bilježe na međunarodnim, državnim i lokalnim natjecanjima. Aktualni predsjednik kluba je Ivan Varvodić, a glavni trener i trener seniora ZPK Pero Kuterovac.

## Povijest
Zagrebački plivački klub osnovan je 1934. godine.
Do 1941. bio je vodeći klub u plivanju i vaterpolu u gradu Zagrebu.Te godine mijenja ime u Hrvatski plivački športski klub "Zagreb".
Nosi to ime do 1945. kada prestaje raditi.
Godine 1993. osniva se novi ZPK uz ogranke sa sinkroniziranim plivanjem, vaterpolom, skokovima u vodu i školom plivanja za osobe s invaliditetom.
Godine 2001. ogranak skokova u vodu osniva samostalni klub, dok 2002.godine ogranak vaterpola slijedi njihov primjer.

## Rezultati na natjecanjima
- OI Atena 2004.: Igor Čerenšek
- OI Peking 2008.: Mario Todorović, Anja Trišić, Nikša Roki
- OI London 2012. : Mario Todorović, Kim Pavlin

Mediteranske igre:
- Igor Čerenšek – bronca u štafeti 4x100 slobodno, 2001.
- Dajana Zoretić – srebro, 2005.
- Mario Todorović – zlato, 2009.

Europsko prvenstvo 50m:
- Mario Todorović - srebro u štafeti 4x100 mješovito, 2008.

Europsko prvenstvo 25m:
- Mario Todorović - bronca u štafeti 4x50 slobodno, 2008., srebro u štafeti 4x50 slobodno, 2009.

Europsko juniorsko prvenstvo:
- Ivan Tolić – zlato i bronca, 2006.
- Mario Todorović - dva srebra, 2006.
- Ivan Capan – bronca, 2010.

Olimpijske igre mladih:
- Ivan Capan – zlato, 2010.

Ekipno prvenstvo Hrvatske - ženske:
- zlatne – 2007, 2008, 2009, 2010.
- srebrne – 2005, 2011.

Ekipno prvenstvo Hrvatske - muški:
- zlatni – 2010, 2011.
- srebrni – 2007, 2008, 2009.
- brončani – 2005, 2006.

## Ekipni plasmani na razini RH (2006-2013)
- 2006-3.
- 2007-1.
- 2008-1.
- 2009-1.
- 2010-1.
- 2011-1.
- 2012-2.
- 2013-2.
- 2014-

## Vanjske poveznice
- Službene stranice Zagrebačkog plivačkog kluba